# Pulčín-Hradisko

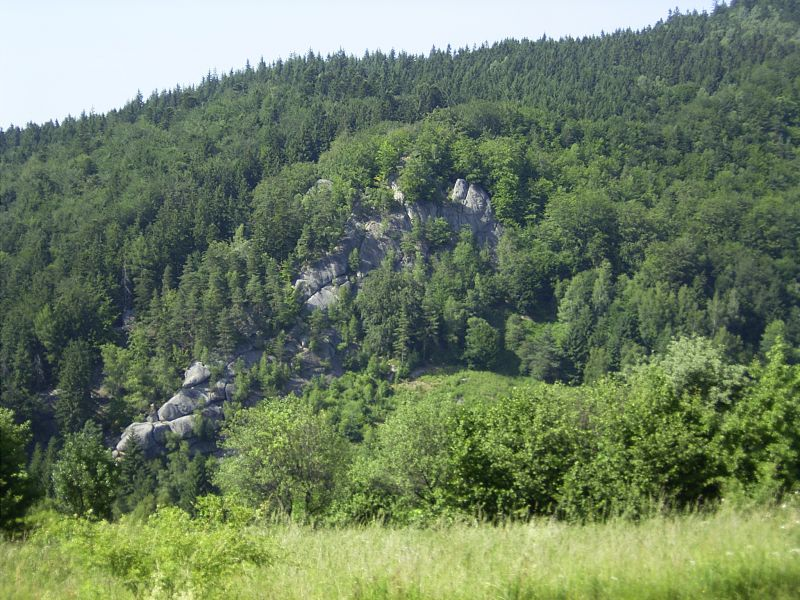
Felsenwand in Pulčín-Hradisko

Pulčín-Hradisko ist ein Nationales Naturreservat im Javorník-Gebirge im Osten Tschechiens. Es besteht aus der Felsenstadt Pulčínské skály und deren Umgebung, den Hängen des Berges Hradisko (773 m n. m.). Das Reservat liegt östlich des Tals der Senice im Katastergebiet der Gemeinde Francova Lhota. Etwa 6 Kilometer südöstlich befindet sich die Grenze zur Slowakei. Die Felsen sind ein bekanntes Ziel für Wanderer, Kletterer und Tramps.
Der Berg Hradisko ist vorwiegend aus tertiären Sandsteinen gebildet. Außer der größten Felsenstadt Pulčínské skály finden sich hier auch einige kleinere Felsformationen: Zámčisko im Süden, Pět kostelů im Westen und Izby im Gipfelbereich. Zwischen den Sandstein-Platten öffnen sich bis zu 10 Meter tiefe Schluchten. Die Felswände ragen bis zu 30 Meter hoch auf. Der Untergrund ist von Höhlen durchzogen. Im Gebiet des Reservats wurden bisher vier größere Höhlen untersucht. Die größte von ihnen heißt Velryba und ist 42 Meter lang.
In den Wäldern dominieren Rotbuche und Weiß-Tanne. Die älteren Bestände sind 90–170 Jahre alt. In den Offenlandschaften, ehemaligen Weidegebieten, haben sich wärmeliebende Pflanzen angesiedelt. Von besonderer Bedeutung sind auch die Pilze: 196 Arten wurden bisher hier beschrieben. Das Reservat bietet Lebensraum für 105 Arten von Wirbeltieren. Unter anderem reicht das Areal der im Osten Mährens lebenden Luchse und der Braunbären bis zum Berg Hradisko.
Auf dem Gelände des Reservats befindet sich eine vorgeschichtliche Siedlung mit Funden aus der Bronzezeit, der Lausitzer Kultur, der La-Tène- und der slawischen Zeit. Im Mittelalter stand in der Felsenstadt Zámčisko die Burg Pulčín, die sich 1446 im Besitz der Cimburk befand, später aber in die Hände von Raubrittern fiel und bereits zu Beginn des 16. Jahrhunderts aufgegeben wurde. Von ihr sind nur noch Ruinen erhalten. Nach dem Dreißigjährigen Krieg war Hradisko heimlicher Treffpunkt der Böhmischen Brüder.
Das Schutzgebiet wurde 1966 ausgerufen und umfasste zunächst nur die Felsenstadt Pulčínské skály. Seit 1989 ist das gesamte Gebiet des Berges mit einer Ausdehnung von 72,73 Hektar unter Schutz gestellt. Das Betreten des Reservats ist nur auf ausgewiesenen Wegen erlaubt, das Klettern auf den Felsen und das Betreten der Höhlen ist verboten. Am Rand außerhalb des Reservats wurde ein öffentlicher Zeltplatz eingerichtet, in den Felsenstädten sind aber trotzdem noch einige Tramp-Siedlungen und Hütten im Gebrauch. Die älteste von ihnen stammt aus dem Jahr 1938.